# Alan Godoy Domínguez
Alan Godoy Domínguez (Las Palmas de Gran Canaria, 4 de maig de 2003) és un futbolista canari que juga com a davanter al Barça Atlètic de la Lliga Adelante.

## Trajectòria
Nascut a Las Palmas de Gran Canaria, va jugar en les categories inferiors del Las Palmas abans de fitxar per les del Deportivo Alavés el 2018. Amb l'equip babazorro va jugar en diferents categories. Va debutar com a sènior amb el filial el 25 d'agost de 2019 amb només 16 anys, entrant com a suplent a la segona part en un empat 1–1 a casa a la Segona Divisió B contra la UD Logroñés.
Godoy va marcar el seu primer gol el 27 d'octubre de 2019, aconseguint el segon del seu equip en una victòria a casa per 2-0 contra l'Haro Deportivo. El 31 de març de 2021 va renovar el seu contracte fins al 2025.
Va debutar amb el primer equip el 15 de juliol de 2021 en un partit amistós davant la SD Amorebieta. Pocs dies després va marcar el seu primer gol amb l'Alavés, enfront de l'Al-Nasr, en un altre amistós.
Al gener de 2023 va ser cedit a l'Atlético Sanluqueño CF de la Segona Federació fins a fi de temporada. El 4 d'agost, es va traslladar al CD Mirandés a la Segona Divisió amb un contracte de cessió per la  temporada 2023–24.
Godoy va debutar professionalment el 14 d'agost de 2023, com a titular en una victòria per 4-0 a casa contra l'AD Alcorcón. Va marcar el seu primer gol com a professional el 10 de setembre, aconseguint el tercer gol del seu equip en una victòria a casa per 4-3 contra el FC Andorra.
El 24 de gener de 2024, es va rescindir la cessió de Godoy amb els Jabatos, i va fitxar pel Gimnàstic de Tarragona, també amb un contracte temporal fins al juny. El 14 de juliol va signar un contracte de tres anys amb el CE Eldenc de la segona divisió.
L'1 de febrer de 2025, el FC Barcelona Atlètic va anunciar que havia fitxat Godoy per una quantitat no revelada. Va signar un contracte que dura fins al 30 de juny de 2027.